# Lisel Mueller
Lisel Mueller, all'anagrafe Elisabeth Neumann (Amburgo, 8 febbraio 1924 – Chicago, 21 febbraio 2020) è stata una poetessa e traduttrice tedesca naturalizzata statunitense.

## Biografia
Nata in Germania, emigrò con la famiglia negli Stati Uniti nel 1939 per sfuggire al nazismo. Fu un'accademica e critica letteraria e nel corso della sua vita insegnò all'Università di Chicago, all'Elmhurst College e al Goddard College. Cominciò a scrivere poesie dopo la morte della madre dai primi anni cinquanta e pubblicò la sua prima raccolta, Dependencies, nel 1965.
Nei trent'anni successivi pubblicò altre otto raccolte di poesie, vincendo il National Book Award nel 1980 per The Need to Hold Still e il Premio Pulitzer per la poesia nel 1996 per Alive Together: New & Selected Poems. Tradusse i racconti e le lettere di Marie Luise Kaschnitz dal tedesco all'inglese.
Fu sposata con Paul E. Mueller dal 1943 alla morte dell'uomo nel 2001 e la coppia ebbe due figlie, Lucy e Jenny. Dopo la morte del marito la Mueller smise di scrivere, anche a causa del peggioramento della vista che la affliggeva già dagli anni novanta. Morì a Chicago nel 2020 all'età di novantasei anni.